# Giuseppe Alinovi
Giuseppe Alinovi (né le 27 septembre 1790 à Parme – mort dans la même ville le 18 mars 1869) est un compositeur italien.

## Biographie
Après des études littéraires, il s'est consacré à la musique, sous la direction de Francesco Fortunati. Il a commencé à composer à l'automne de 1811, avec quelques chansons qui ont été présentées au théâtre de Santa Caterina, en même temps que la comédie musicale La pietra simpatica de Silvestro Palma (en), par les chanteurs de la Società musico-filodrammatica de Parme.
En 1817, il a dirigé en concert à Parme les opéras de Rossini Il Turco in Italia et Le Barbier de Séville. En mars 1822, il est nommé organiste de l'église de Santa Maria della Steccata et deux ans plus tard, il est devenu organiste de la cour au service de la chapelle ducale.
Après la mort du maître de chapelle Ferdinando Simonis (en mars 1837), il en a hérité toutes les charges: chef de chœur, directeur des concerts de la cour et directeur de l'école de musique fondée par la duchesse Marie-Louise d'Autriche, aujourd'hui Conservatoire Arrigo Boito de Parme. Sous sa direction, qui a duré près de deux décennies, l'école a eu un développement remarquable: le nombre d'élèves a considérablement augmenté et de nouveaux cours instrumentaux ont été ajoutés à ceux déjà existants. En juin 1847, Alinovi a été nommé par décret ducal professeur de composition, de contrepoint et de piano, postes qu'il a occupés jusqu'en 1859, quand il a atteint l'âge de la retraite. De 1838 à 1840, il a aussi été directeur de la Société Philharmonique ducale.

## Compositions
Giuseppe Alinovi a composé de la musique sacrée et profane, à la fois instrumentale et vocale. Seule une petite partie a été publiée, alors que le reste est conservé à l'état de manuscrit dans différentes bibliothèques italiennes, en particulier dans la bibliothèque du Conservatoire de Parme. Parmi les compositions les plus connues publiées, outre une symphonie pour orchestre et plusieurs airs pour voix et orchestre, on peut citer:
- Pasquale, ossia il postilione burlato, divertimento pour cor de chasse avec accompagnement d’orchestre (Milan, Ricordi)
- Introduzione e tema originale con variazioni per pianoforte (Milan, Ricordi)
- Messa da requiem a quattro voci con orchestra
- Messa da requiem a tre voci con orchestra

## Source
- (it) Cet article est partiellement ou en totalité issu de l’article de Wikipédia en italien intitulé « Giuseppe Alinovi (musicista) » (voir la liste des auteurs).